# Liste der Monuments historiques in Méréville (Meurthe-et-Moselle)
Die Liste der Monuments historiques in Méréville führt die Monuments historiques in der französischen Gemeinde Méréville auf.

## Liste der Objekte
| Bezeichnung | Beschreibung                                     | Standort                        | Kennzeichnung | Schutzstatus | Datum | Bild |
| ----------- | ------------------------------------------------ | ------------------------------- | ------------- | ------------ | ----- | ---- |
| Pietà       | Stein, farbig gefasst, Ende des 15. Jahrhunderts | in der Kirche St-Maurice (Lage) | PM54000471    | Classé       | 1886  |      |